# System CoCoA
CoCoA (ang. Computations in Commutative Algebra) – wolny system algebry komputerowej przeznaczony do obliczeń liczbowych i wielomianowych, dostępny na licencji GNU General Public License. CoCoA jest dostępna na wielu systemach  operacyjnych, w tym Macintosh na PPC, x86 Linux na x86 x86-64 & PPC Sun Solaris na SPARC i Microsoft Windows na x86. System jest używany głównie przez naukowców, ale może być użyteczny także dla "prostych" zadań.
Wybrane cechy CoCoA:
- obliczenia na wielkich liczbach całkowitych
- liczby wymierne
- wielomiany
- systemy liniowe
- nieujemne rozwiązania całkowite
- przykłady logik
- geograficzne kolorowanie mapy
- wzór Herona
- bazy Gröbnera